# Stamnodes volucer
Stamnodes volucer är en fjärilsart som beskrevs av George Duryea Hulst 1896. Stamnodes volucer ingår i släktet Stamnodes och familjen mätare. Inga underarter finns listade i Catalogue of Life.